# 過海隧道巴士600線
過海隧道巴士600線是香港一條由九龍巴士獨自營運的過海巴士路線，於2025年3月31日起投入服務，來往安達臣及中環（林士街），途經安秀苑、安達邨、寶達邨、藍田站、北角、銅鑼灣、灣仔及金鐘，取道東區海底隧道往返港九，於每日上午、下午至晚間分別提供去程及回程服務，全程收費為港幣$12.6。

## 歷史
運輸署在《2022－2023年度巴士路線計劃》中，建議開辦一條新巴士服務，安達臣道石礦場用地及中環（林士街），途經安禧街、安愉徑、安健道、安達邨、寶達邨、將軍澳道、東區海底隧道、北角、銅鑼灣、灣仔及金鐘，於星期一至五（公眾假期除外）繁忙時間分別提供去程及回程服務，以配合該石礦場發展計劃的地區發展及預計的新增乘客需求，並以招標的形式遴選營辦商。
新路線原預計2023年投入服務，惟運輸署於2024年8月才把此路線的專營權批予九龍巴士，編號為「600」，並於2025年3月31日起投入服務。同年5月12日起，此路線新增星期一至五06:45由安達臣開出之班次。8月11日起更延長星期一至五服務時間並增設星期六、日及公眾假期服務：星期一至五由安達臣開出服務時間為06:00至10:00，由中環開出服務時間為16:30至22:00；星期六、日及公眾假期由安達臣開出服務時間為08:00至12:00，由中環開出服務時間為16:00至22:00。

## 服務時間及班次
600線於每日上午、下午至晚間分別提供去程及回程服務，列表如下：
| 安達臣開             | 安達臣開     | 安達臣開     | 中環（林士街）開     | 中環（林士街）開 | 中環（林士街）開 |
| 日期                 | 服務時間     | 班次（分鐘） | 日期                 | 服務時間         | 班次（分鐘）     |
| -------------------- | ------------ | ------------ | -------------------- | ---------------- | ---------------- |
| 星期一至五           | 06:00－09:00 | 20           | 星期一至五           | 16:30            | 16:30            |
| 星期一至五           | 09:00－10:00 | 30           | 星期一至五           | 17:00－22:00     | 20               |
| 星期六、日及公眾假期 | 08:00－12:00 | 30           | 星期六、日及公眾假期 | 16:00－22:00     | 30               |

## 收費
600線全程收費為$12.6，並設有12歲以下小童及65歲或以上長者半價優惠，當中60歲－64歲香港居民、65歲或以上長者與合資格殘疾人士如以指定八達通繳付此線的車資，均可享有長者及合資格殘疾人士公共交通票價優惠計劃提供的$2票價優惠。乘客登車時需以現金或八達通卡繳付車資，不設找贖；而每位成人乘客可免費帶同最多兩名四歲以下而且不佔座位的兒童乘車。此外，乘客亦可透過多元化電子支付系統（e度嘟）繳付車資，乘客使用此付款方式不能享有與非九巴／龍運路線之轉乘優惠，亦不能享有「公共交通費用補貼計劃」及「長者及合資格殘疾人士乘車優惠計劃」
600線沿途單向分段收費如下：
| 上車地點＼落車地點 | 中環（林士街） | 安達臣 |
| ------------------ | -------------- | ------ |
| 寶達邨轉車站起     | $12.0          | $3.3   |
| 健威花園起         | $6.7           | 不適用 |
| 中央圖書館起       | $4.7           |        |
| 港運城             | 不適用         | $11.4  |
| 東隧轉車站         | $6.7           |        |
| 藍田站起           | $5.1           |        |

此外，持有「學生身份」個人八達通的乘客使用同一張八達通卡即日乘搭此路線兩個不同方向；或乘搭此路線往港島方向及603／603A／603P線往九龍方向；或乘搭此路線往九龍方向及603／603A／603S線往港島方向，次程可享半價優惠；而乘客以同一張八達通卡於同一星期內乘搭此路線滿十程，可在指定日期內於尖沙咀天星碼頭公共運輸交匯處顧客服務中心免費換領此路線單程車票一張，優惠只適用於繳付全程車費的成人及學生八達通卡使用者。

## 行車路線
600線由安達臣開出之班次途經安愉道、安愉徑、迴旋處、安愉徑、安愉道、安健道、安秀道、寶琳路、秀茂坪道、連德道、將軍澳道、鯉魚門道、東區海底隧道、東區走廊、民康街、英皇道、高士威道、禮頓道、摩理臣山道、天樂里、軒尼詩道、盧押道、告士打道、夏慤道、紅棉路、琳寶徑、遮打道、昃臣道、干諾道中及民吉街前往中環（林士街）；由中環（林士街）開出之班次途經民吉街、干諾道中、夏慤道、紅棉路、金鐘道、軒尼詩道、怡和街、高士威道、英皇道、民康街、東區走廊、東區海底隧道、鯉魚門道、將軍澳道、秀茂坪道、寶琳路、安秀道、安翠街、安秀道、安健道、安愉道、安愉徑、迴旋處、安愉徑及安愉道前往安達臣，具體停站請參考資訊框。